# Christoph Bernhardt
Christoph Bernhardt (* 8. Mai 1957 in Heidelberg) ist ein deutscher Stadt- und Umwelthistoriker.

## Leben
Bernhardt studierte Geschichte und Germanistik an der Freien Universität Berlin, war 1994 bis 1998 Assistent am Institut für Geschichtswissenschaft der Technischen Universität Berlin und wurde dort 1995 zum Dr. phil. promoviert. 2007 habilitierte er sich an der TU Darmstadt und war dort Privatdozent mit der Lehrbefugnis für Neuere und Neueste Geschichte. Seit 2017 ist er außerplanmäßiger Professor für Neuere und Neueste Geschichte am Institut für Geschichtswissenschaften der Humboldt-Universität zu Berlin. Er ist Mitglied der Historischen Kommission zu Berlin.
Bernhardt ist Abteilungsleiter am Leibniz-Institut für Raumbezogene Sozialforschung in Erkner bei Berlin und Principal Investigator am Leibniz-Forschungsverbund Historische Authentizität. Er lehrt an den Technischen Universitäten Berlin und Darmstadt und hat zahlreiche Arbeiten zur europäischen Stadt- und Umweltgeschichte veröffentlicht.

## Schriften (Auswahl)
- Bauplatz Groß-Berlin. Wohnungsmärkte, Terraingewerbe und Kommunalpolitik im Städtewachstum der Hochindustrialisierung (1871–1918). de Gruyter, Berlin / New York 1998.
- Hrsg. mit Martin Sabrow, Achim Saupe: Gebaute Geschichte. Historische Authentizität im Stadtraum. Wallstein, Göttingen 2017.